# حرب السيخ الثانية
حرب السيخ الثانية هي حرب دارت بين السيخ وبريطانيا في فترة 1848 - 1849 م.
بعد خسارة السيخ في حربهم الأولى ضد البريطانيين، بدأ السيخ ثورة في نيسان 1848 م انضم إليها الجيش السيخي في 14 أيلول من العام نفسه، لكن بريطانيا قضت على الثورية بانتصار حاسم أحرزوه في منطقة غوجارات في 21 شباط 1849 م. استسلم الجيش السيخي في 12 آذار 1849 م وأٌلحقت البنجاب بالإمبراطورية البريطانية.